# Vordermeir
Vordermeir (auch Vo(r)dermaier, Vordermair, Vordermeier) ist ein Stadtteil der oberbayerischen Kleinstadt Penzberg im Landkreis Weilheim-Schongau. Die Einöde liegt circa 2,5 Kilometer westnordwestlich vom Penzberger Stadtkern zwischen den Gleisen der Kochelseebahn und dem Hubersee.

## Geschichte
Die Entstehungszeit des Vordermeir-Hofs ist nicht bekannt. Seine Geschichte ist jedoch eng mit der der knapp 400 m südöstlich gelegenen Einöde Hub verbunden. In den Urkunden des Grundherrn, des Münchner Angerklosters, tauchen beide erstmals präzise im Jahr 1437 auf. Zuvor war lediglich von drei Höfen und einer Hube bzw. dem Gut „im Wald“ die Rede. Bei den drei Höfen handelt es sich wahrscheinlich um Vordermeir, Fischhaber, Steigenberg. Pächter des Vordermeir-Hofs und von Hub waren Angehörige der Familie Vodermayr bzw. Vodermair. Der Vordermeir-Hof wurde zu dieser Zeit noch „Voderhof“ genannt.
Im Jahr 1996 erwarb die Stadt Penzberg das Gebiet um Vordermeir und Hub, insgesamt eine Fläche von ca. 98 Hektar. Seitdem wird der Vordermeir-Hof u. a. für Veranstaltungen verwendet, zumeist unter der Bezeichnung „Gut Hub“.
Bis 1935 gehörte der Ort zur katholischen Pfarrei St. Peter und Paul Antdorf, dann kam er zur 1899 gegründeten Pfarrei Penzberg.
| Jahr | Einwohner | Gebäude (ab 1885 nur Wohngebäude) |
| ---- | --------- | --------------------------------- |
| 1818 | 6         | 1                                 |
| 1825 | 3         | 1                                 |
| 1861 | 10        | 2                                 |
| 1871 | 12        | 4                                 |
| 1885 | 4         | 1                                 |
| 1900 | 15        | 2                                 |
| 1925 | 12        | 2                                 |
| 1950 | 25        | 2                                 |
| 1961 | 17        | 3                                 |
| 1966 | 11        |                                   |
| 1970 | 7         |                                   |
| 1987 | 7         | 2                                 |